# Нижник Валерій Васильович
Вале́рій Васи́льович Ни́жник (01.01.1939) — хімік, доктор хімічних наук, професор.

## Життєпис
Закінчив Київський університет імені Тараса Шевченка у 1962 р за спеціальністю фізико-хімія полімерів та колоїдів. З 1962 року працює на кафедрі на кафедрі фізичної хімії полімерів і колоїдів (нині кафедра хімії високомолекулярних сполук [Архівовано 13 березня 2018 у Wayback Machine.]) Київського національного університету ім. Тараса Шевченка молодшим науковим співробітником, асистентом (1967 р.), доцентом (1974 р.), професором (1991 р) кафедри фізичної хімії полімерів і колоїдів, професор кафедри хімії високомолекулярних сполук (1993 р). Читав нормативний курс «Колоїдна хімія з основами фізичної хімії високомолекулярних сполук» (біологічний факультет). У співавторстві написав підручник з такою ж назвою, який вийшов російською та українською мовами. Багато років читає нормативний курс «хімія високомолекулярних сполук» (хімічний факультет), спецкурси «Додаткові розділи фізичної хімії високомолекулярних сполук», «Релаксаційні явища в полімерах», «Модифікація полімерів», «Композиційні плівкові полімерні матеріали», «Структуроутворення в полімерах».
У 1968 р. захистив кандидатську дисертацію на тему «Регулирование надмолекулярной структуры и свойств поликапроамида дисперсными наполнителями», у 1990 р. захистив докторську дисертацію на тему «Структурное пластифицирование и термодинамическая неравновесность полимеров и полимерсодержащих систем». Автор 206 наукових праць.

## Наукові інтереси
Фахівець в галузі фізичної хімії високомолекулярних сполук та композиційних полімерних матеріалів.
Виконав комплексні дослідження спрямовані на встановлення механізму впливу розчинених та нерозчинених домішок (пластифікаторів, наповнювачів, солей, поверхнево-активних речовин) на процеси структуроутворення, морфологію полімерів, що кристалізуються, їх фізико-хімічні та фізико-механічні властивості. Встановив закономірності структурної модифікації аморфних полімерів цими домішками.
Розробив уявлення про механізм та теорію явища структурної пластифікації полімерів, що знаходяться в різних фізичних та фазових станах та полімервмісних гетерогенних композиціях, за допомогою введення в них малих кількостей слаборозчинених речовин. Визначив параметри, що контролюють ефективність дії цих речовин, критерії пластифікуючої дії, роль термодинамічного стану полімерної системи в ефекті пластифікування. Розробив метод регулювання реологічних властивостей аморфних полімерів та полімервмісних композицій за допомогою структурних пластифікаторів. Розробив ряд пластифікованих полімерних композицій для термостійкої плівки-основи магнетних стрічок та робочого шару магнетних носіїв запису інформації.
Встановив правила хімічної пластифікації полімерів, яку спричиняє введення в склад жорсткого ланцюга макромолекули ланок іншої хімічної природи, які поліпшують його гнучкість та рухомість — правило полярності ланки для полярних полімерів та правило Ван-дер-Ваальсівського об'єму ланки для неполярних.
Запропонував теорію гомогенного зародкоутворення в кристалізуючих полімерах та визначив умови переходу цих полімерів до стану відносної рівноваги.
Під його керівництвом виконано ряд тем по Постановам РМ СРСР, АН СРСР, ДКНТ, Мінхімпрому, Президії АН України, Мінвузу України, спецтем, та госпдоговірних НДР, що виконувались по окремим постановам директивних органів.
На запрошення закордонних вузів читав лекції в університеті Санта-Клара (Куба) та національному університеті м. Софія (Болгарія).

## Відзнаки і нагороди
Нагороджений знаками «Победитель соцсоревнования», «Заслуженный изобретатель СССР», «Відмінний дружинник», «1500-летие г. Киева».